# Marko Mijailović
Marko Mijajlović (in serbo Марко Мијаиловић?; Užice, 14 agosto 1997) è un calciatore serbo, difensore dello Spartak Subotica.

## Caratteristiche tecniche
È un difensore centrale.

## Carriera

### Club
Cresciuto nel settore giovanile della Stella Rossa, nel gennaio 2016 viene ceduto in prestito al Bežanija con cui fa il suo esordio fra i professionisti il 5 marzo giocando l'incontro di Prva Liga Srbija pareggiato 1-1 contro lo Sloboda Užice;  nell'estate seguente il prestito viene esteso anche per la stagione 2016-2017, dove colleziona 27 presenze sempre in seconda divisione.
Nell'agosto del 2017 viene ceduto a titolo definitivo al Rad Belgrado, con cui debutta in Superliga nella sfida casalinga persa 3-1 contro il Radnik Surdulica; con il nuovo club fatica a trovare spazio nella formazione titolare ed al termine della stagione fa ritorno al Bežanija scendendo di categoria. Tornato a giocare con continuità, nel mercato invernale del 2019 cambia nuovamente casacca firmando con il Mačva Šabac.

### Nazionale
Nel 2023 ha giocato una partita in nazionale.

## Statistiche
Statistiche aggiornate al 3 aprile 2021.

### Presenze e reti nei club
| Stagione        | Squadra         | Campionato      | Campionato | Campionato | Coppe nazionali | Coppe nazionali | Coppe nazionali | Coppe continentali | Coppe continentali | Coppe continentali | Altre coppe | Altre coppe | Altre coppe | Totale | Totale | Totale |
| Stagione        | Squadra         | Comp            | Pres       | Reti       | Comp            | Pres            | Reti            | Comp               | Pres               | Reti               | Comp        | Pres        | Reti        | Pres   | Reti   |        |
| --------------- | --------------- | --------------- | ---------- | ---------- | --------------- | --------------- | --------------- | ------------------ | ------------------ | ------------------ | ----------- | ----------- | ----------- | ------ | ------ | ------ |
| gen.-giu. 2016  | Bežanija        | 2L              | 9          | 1          | CS              | 0               | 0               |                    | -                  | -                  |             | -           | -           | 9      | 1      |        |
| 2016-2017       | Bežanija        | 2L              | 27         | 1          | CS              | 1               | 0               |                    | -                  | -                  |             | -           | -           | 28     | 1      |        |
| 2017-2018       | Rad Belgrado    | SL              | 10         | 0          | CS              | 1               | 0               |                    | -                  | -                  |             | -           | -           | 11     | 0      |        |
| 2018-gen. 2019  | Bežanija        | 2L              | 19         | 0          | CS              | 1               | 0               |                    | -                  | -                  |             | -           | -           | 20     | 0      |        |
| gen.-giu. 2019  | Mačva Šabac     | SL              | 14         | 0          | CS              | 0               | 0               |                    | -                  | -                  |             | -           | -           | 14     | 0      |        |
| 2019-2020       | Mačva Šabac     | SL              | 26         | 0          | CS              | 2               | 0               |                    | -                  | -                  |             | -           | -           | 28     | 0      |        |
| 2020-2021       | Mačva Šabac     | SL              | 26         | 1          | CS              | 1               | 0               |                    | -                  | -                  |             | -           | -           | 27     | 1      |        |
| Totale carriera | Totale carriera | Totale carriera | 131        | 3          |                 | 6               | 0               |                    | -                  | -                  |             | -           | -           | 137    | 3      |        |

### Cronologia presenze e reti in nazionale
| Cronologia completa delle presenze e delle reti in nazionale ― Serbia | Cronologia completa delle presenze e delle reti in nazionale ― Serbia | Cronologia completa delle presenze e delle reti in nazionale ― Serbia | Cronologia completa delle presenze e delle reti in nazionale ― Serbia | Cronologia completa delle presenze e delle reti in nazionale ― Serbia | Cronologia completa delle presenze e delle reti in nazionale ― Serbia | Cronologia completa delle presenze e delle reti in nazionale ― Serbia | Cronologia completa delle presenze e delle reti in nazionale ― Serbia |
| Data                                                                  | Città                                                                 | In casa                                                               | Risultato                                                             | Ospiti                                                                | Competizione                                                          | Reti                                                                  | Note                                                                  |
| --------------------------------------------------------------------- | --------------------------------------------------------------------- | --------------------------------------------------------------------- | --------------------------------------------------------------------- | --------------------------------------------------------------------- | --------------------------------------------------------------------- | --------------------------------------------------------------------- | --------------------------------------------------------------------- |
| 26-1-2023                                                             | Los Angeles                                                           | Stati Uniti                                                           | 1 – 2                                                                 | Serbia                                                                | Amichevole                                                            | -                                                                     | 89’                                                                   |
| Totale                                                                |                                                                       | Presenze                                                              | 1                                                                     |                                                                       | Reti                                                                  | 0                                                                     |                                                                       |